# Пирс, Чарльз Спарк
Чарльз Спарк Пирс (англ. Charles Sprague Pearce; 13 октября 1851, Бостон — 18 марта 1914, Овер-сюр-Уаз) — американский художник.

## Жизнь и творчество
Ч. С. Пирс родился в семье богатого коммерсанта, торговца китайским фарфором. Мать мальчика была дочерью поэта Чарльза Спарка. В доме царила обстановка преклонения перед искусством, особенно музыкой. После окончания школы Чарльз в течение 5 лет работает в фирме отца; затем, в августе 1873 года, по рекомендации художника Уильяма Морриса Ханта, уехал изучать живопись в Париж. Здесь он поступил в обучение в мастерскую известного художника Леона Бонна, у которого также учились американцы Дж. С. Сарджент, Мильн Ромси и Эдвин Х. Блешфилд. Находился в обучении у Бонна до 1875 года. Осенью 1873 года Пирс, вместе с другим американским художником, Фредериком А. Бриджманом, совершил путешествие по Египту. В это время он, по примеру Бонна, рисовал преимущественно жанровые картины, исторические полотна и портреты. Зимой 1874—1875 года Пирс, уже с художником Уильямом Сартейном уехал «на этюды» в Алжир.
В 1876 году он впервые выставлялся в Парижском Салоне (портрет писательницы Элен Гардин Уолворт). В том же году одна из его работ появилась на Всемирной выставке в Филадельфии. Пребывание на Востоке оказало большое влияние на творчество Пирса в этот период. Художник часто обращался к библейским темам (Жертвоприношение Абрахама (1879), Усекновение головы Иоанна Крестителя (1881)). Эта последняя работа удостоилась на Парижском салоне особого упоминания, и при позднейшей презентации в Пенсильванской Академии изящных искусств была удостоена премии 1-го класса. В начале 1880-х годов Пирс, как и многие его коллеги (Моне, Дега, Ван Гог, Мане, Уистлер и др.) увлекался японским искусством и писал свои произведения в стиле японизма.
В 1884 году Пирс, вместе со своей женой-француженкой, переехал в городок Овер-сюр-Уаз, в 35 километрах северо-западнее Парижа. Здесь он, под влиянием произведений Бастьен-Лепажа и Жана-Франсуа Милле, писал картины на темы из крестьянской жизни, всё более приближаясь по выбору цветовой палитры к творчеству импрессионистов. Художник по-прежнему участвовал во многих выставках как во Франции, так и за её пределами, удостаиваясь при этом различных наград. В 1889 году он стал членом комиссии по организации Всемирной выставки в Париже. В 1896 году он закончил выполнение заказа Библиотеки Конгресса США в Вашингтоне на монументальную живопись в её стенах — картины Семья, Религия и Работа. В 1904 году он вновь приехал в США как член французской делегации на Всемирной выставке в Сент-Луисе. В том же году был удостоен звания кавалера ордена Почётного легиона.

## Галерея

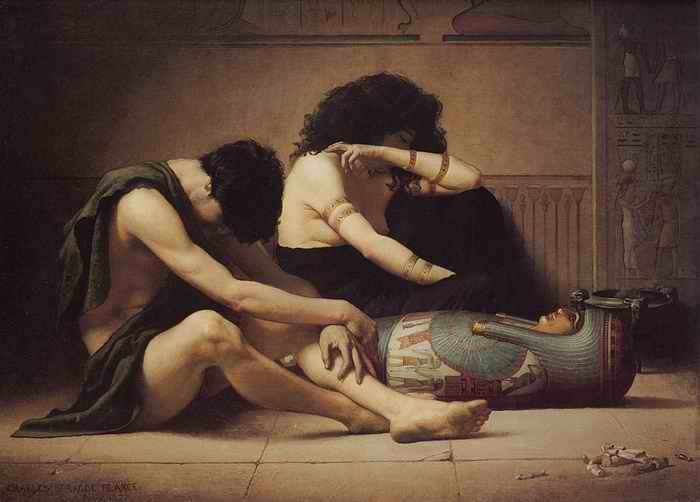
Ламентация, или смерть перворожденного ребёнка в Египте (1879)
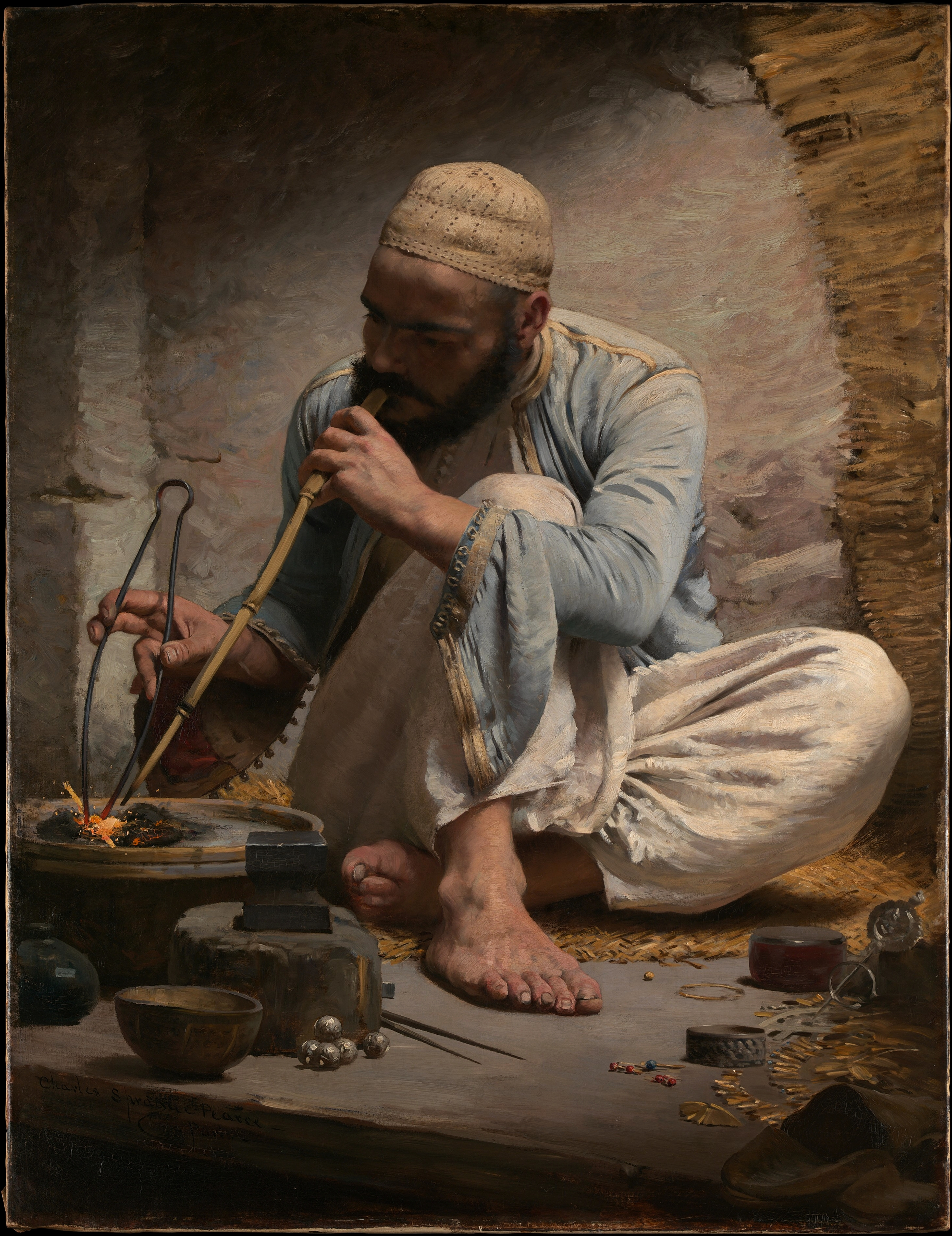
Арабский ювелир (1882)
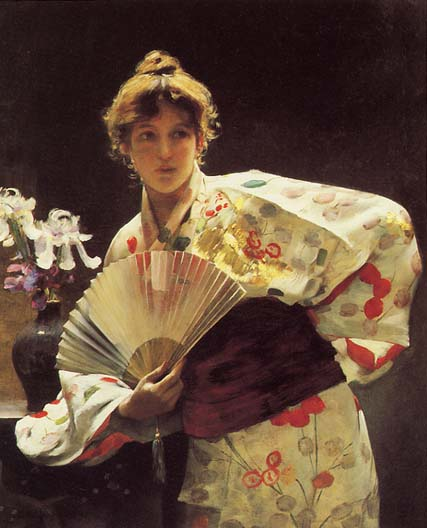
Дама с веером (1883)
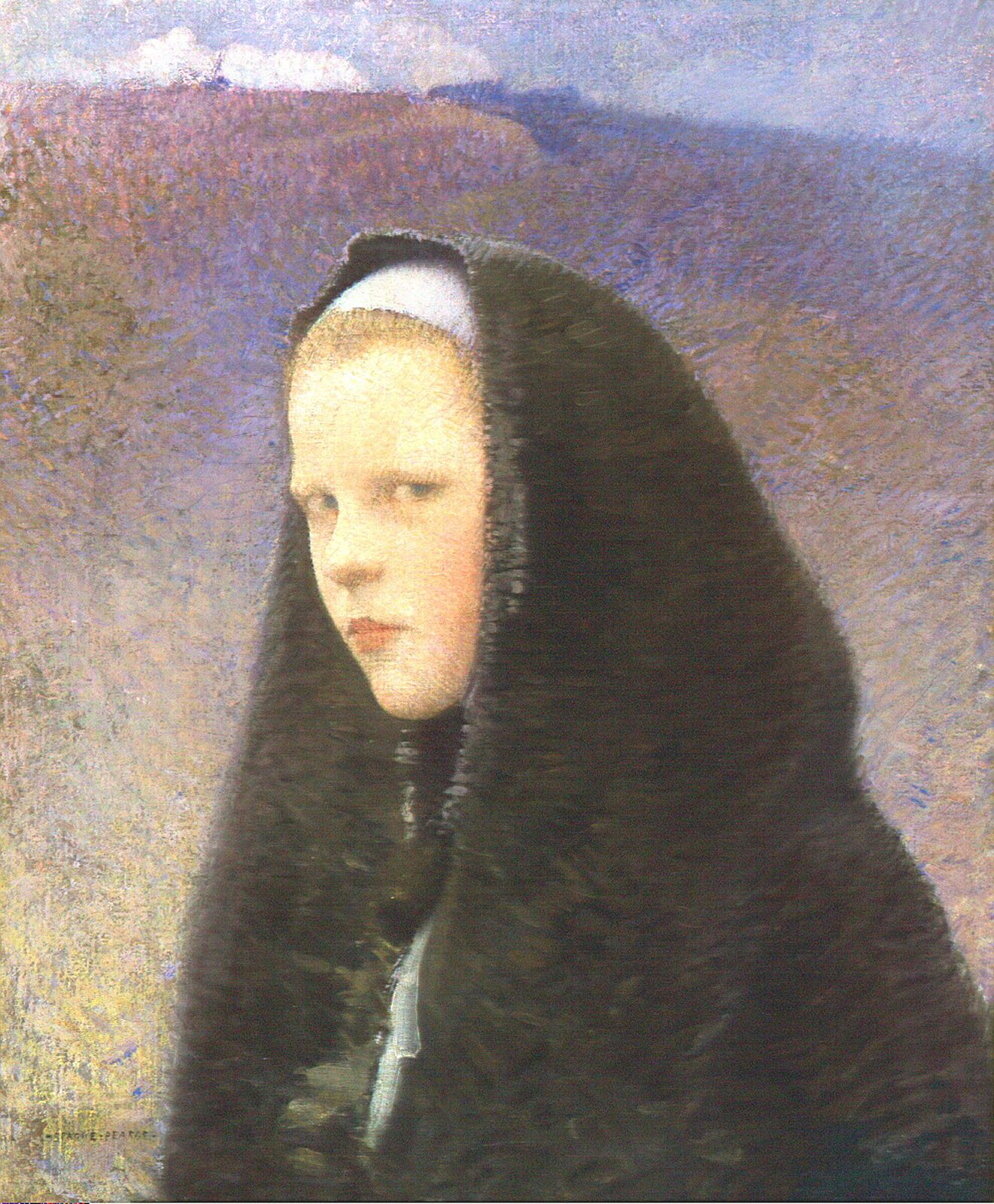
Молодая англичанка
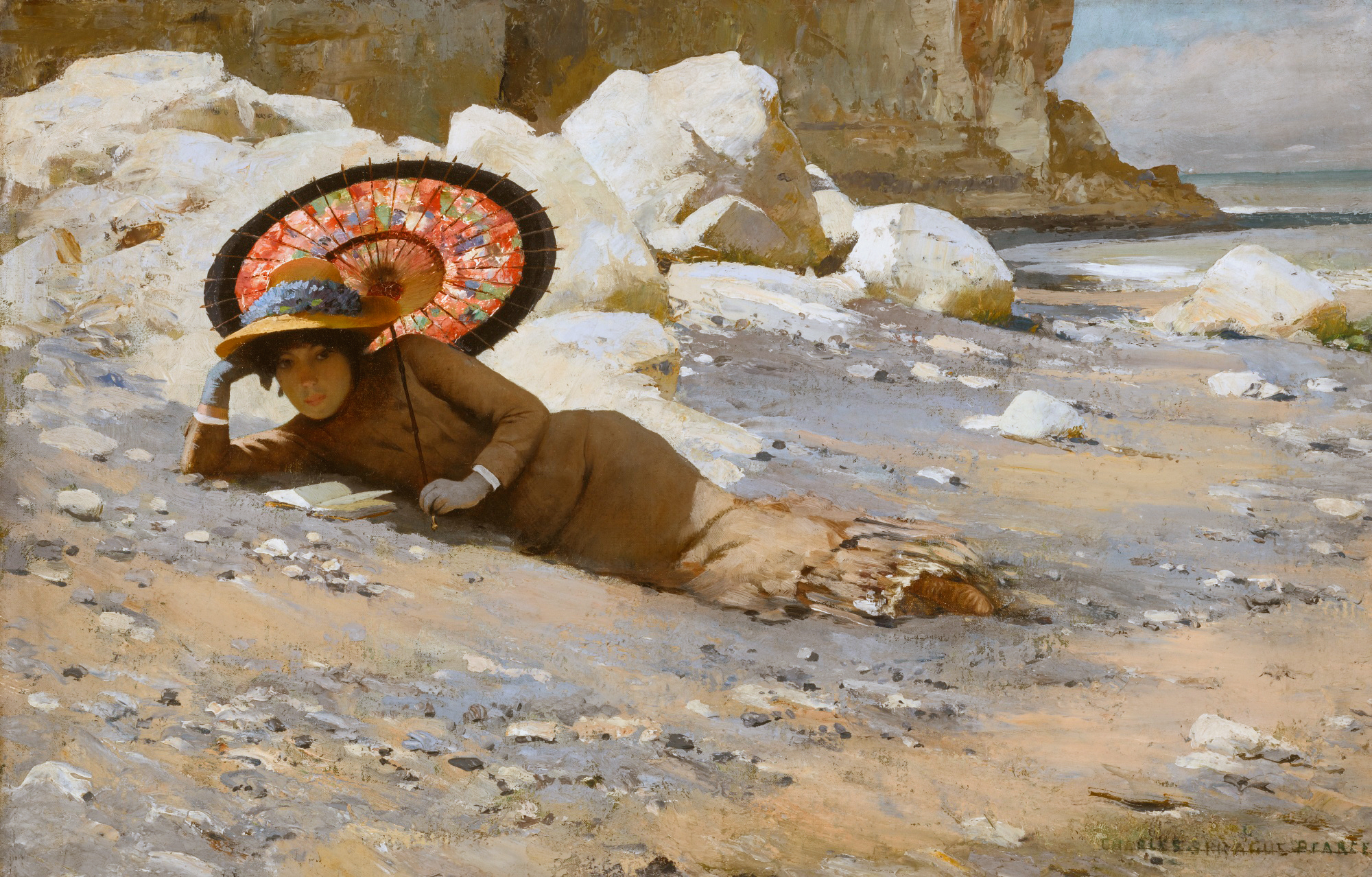
Чтение на берегу (1883-1885)
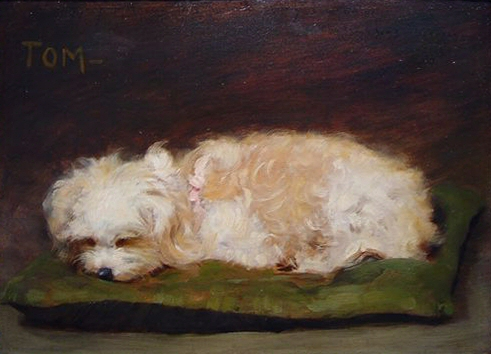
Том
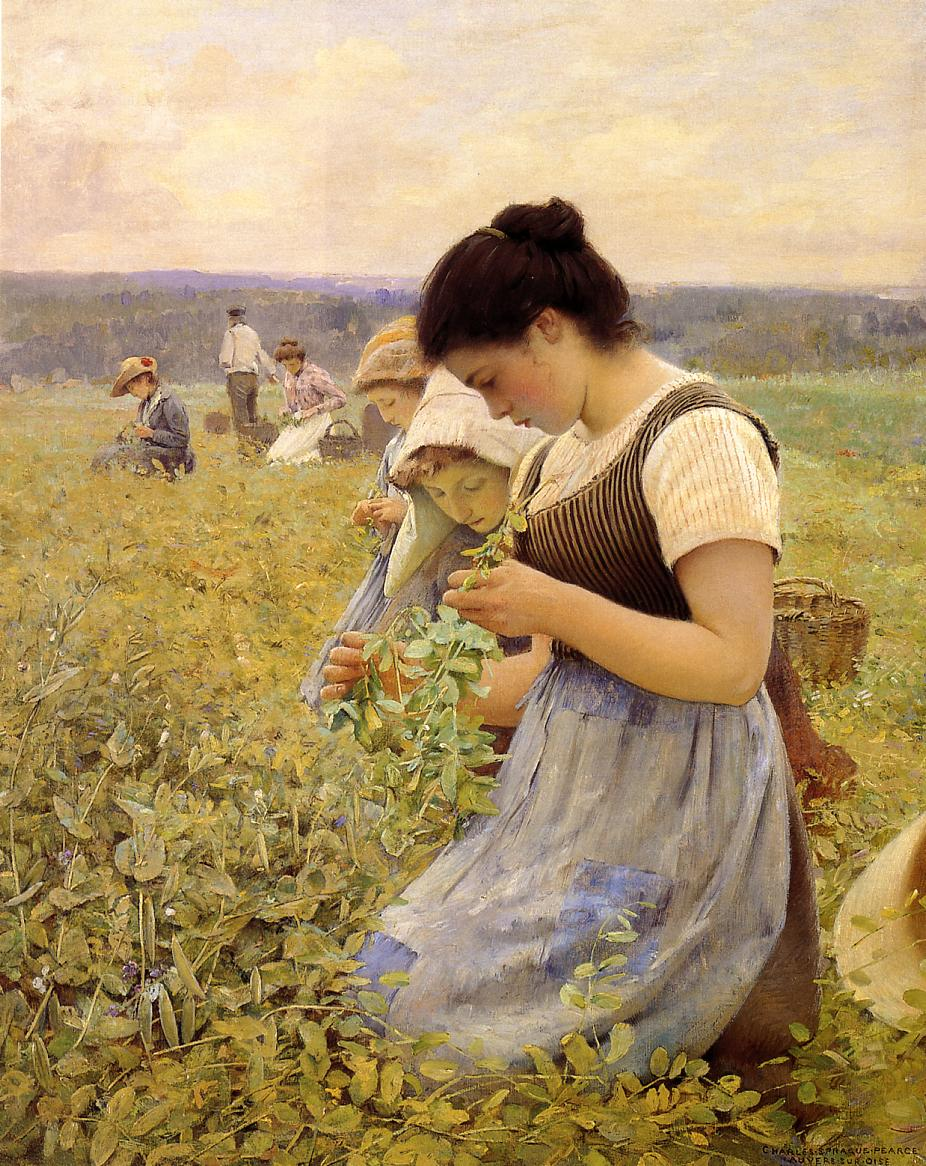
Женщины в поле
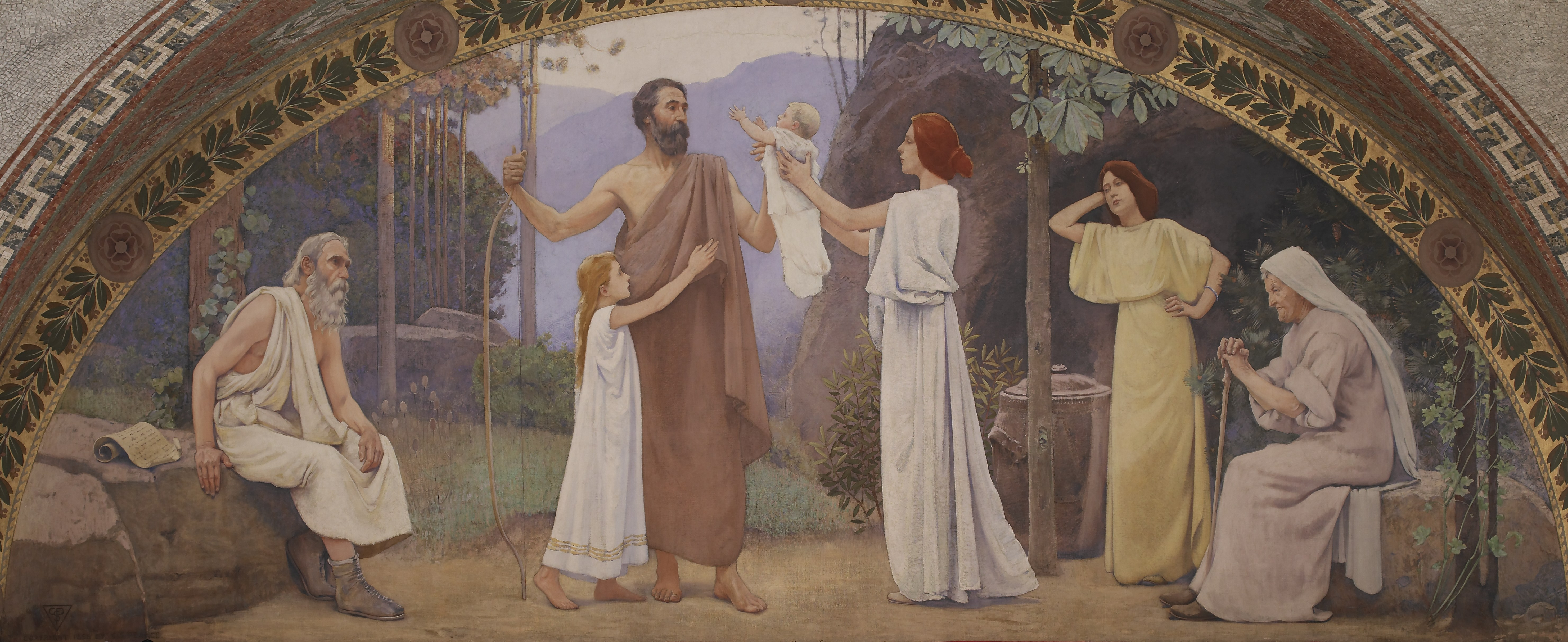
Семья
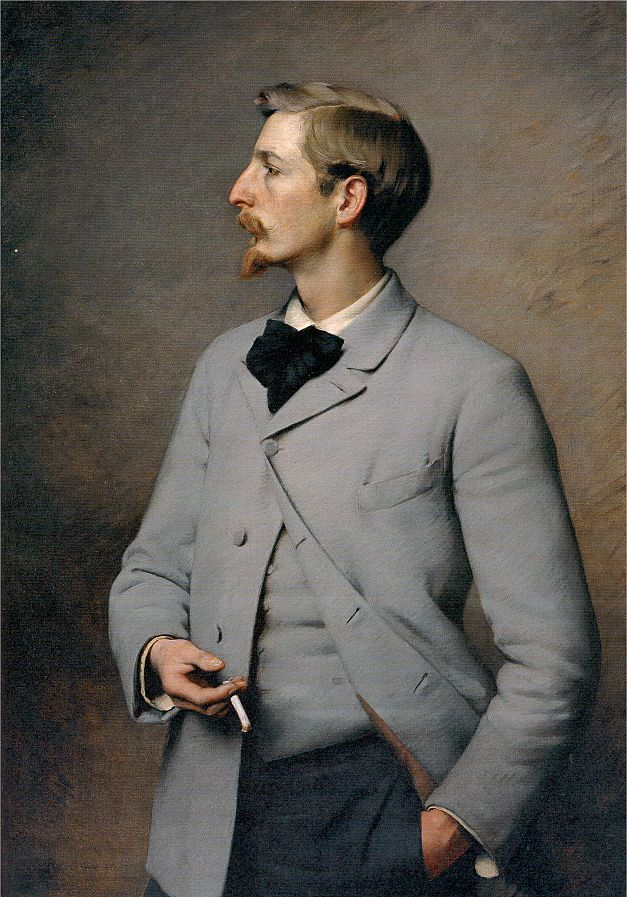
Портрет П. В. Барлетта
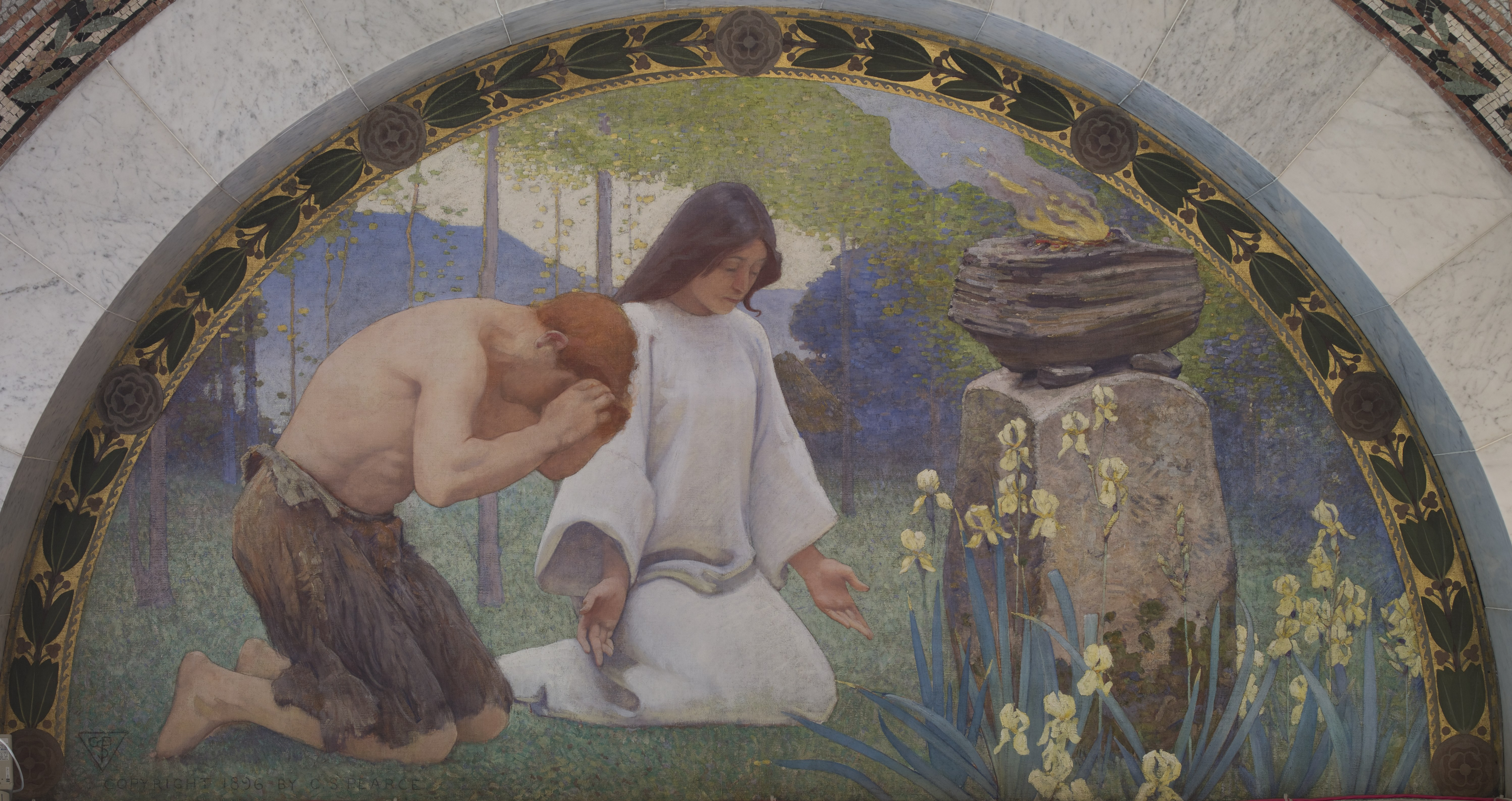
Религия
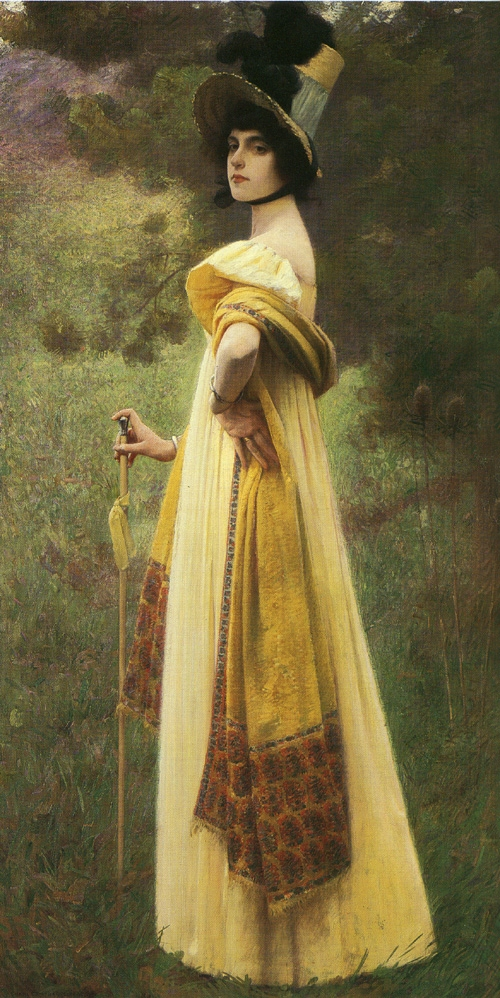
Накидка
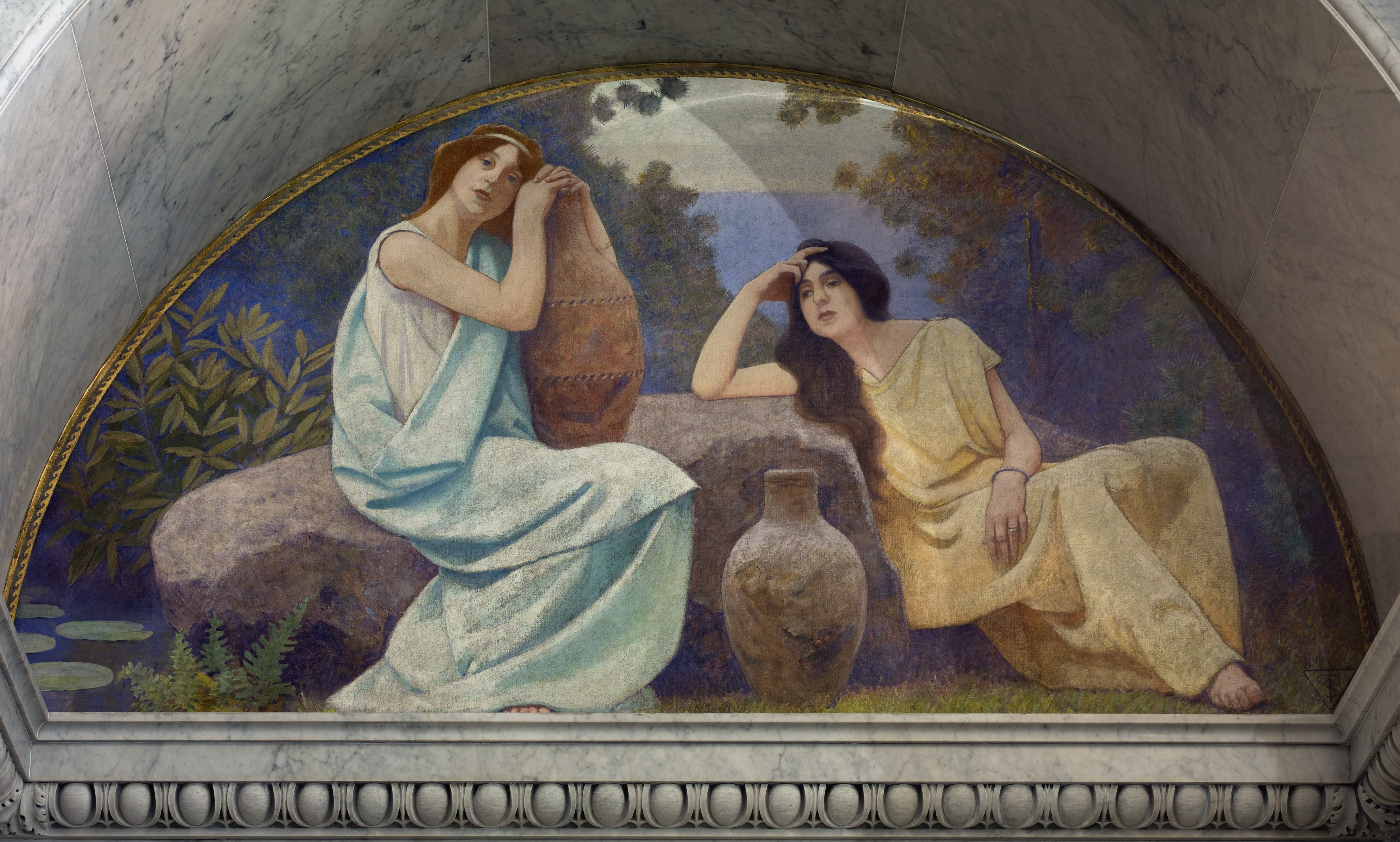
Отдых (1896)